# Francesco Napoletano
Francesco Galli dit Francesco Napoletano (né v. 1470 à Naples et mort en 1501 à Venise) est un peintre italien de la Renaissance.

## Biographie
Francesco Napoletano fut l'élève de Léonard de Vinci.
Il décéda de la peste à Venise en 1501.

## Œuvres

Quelques tableaux réalisés par Francesco Napoletano
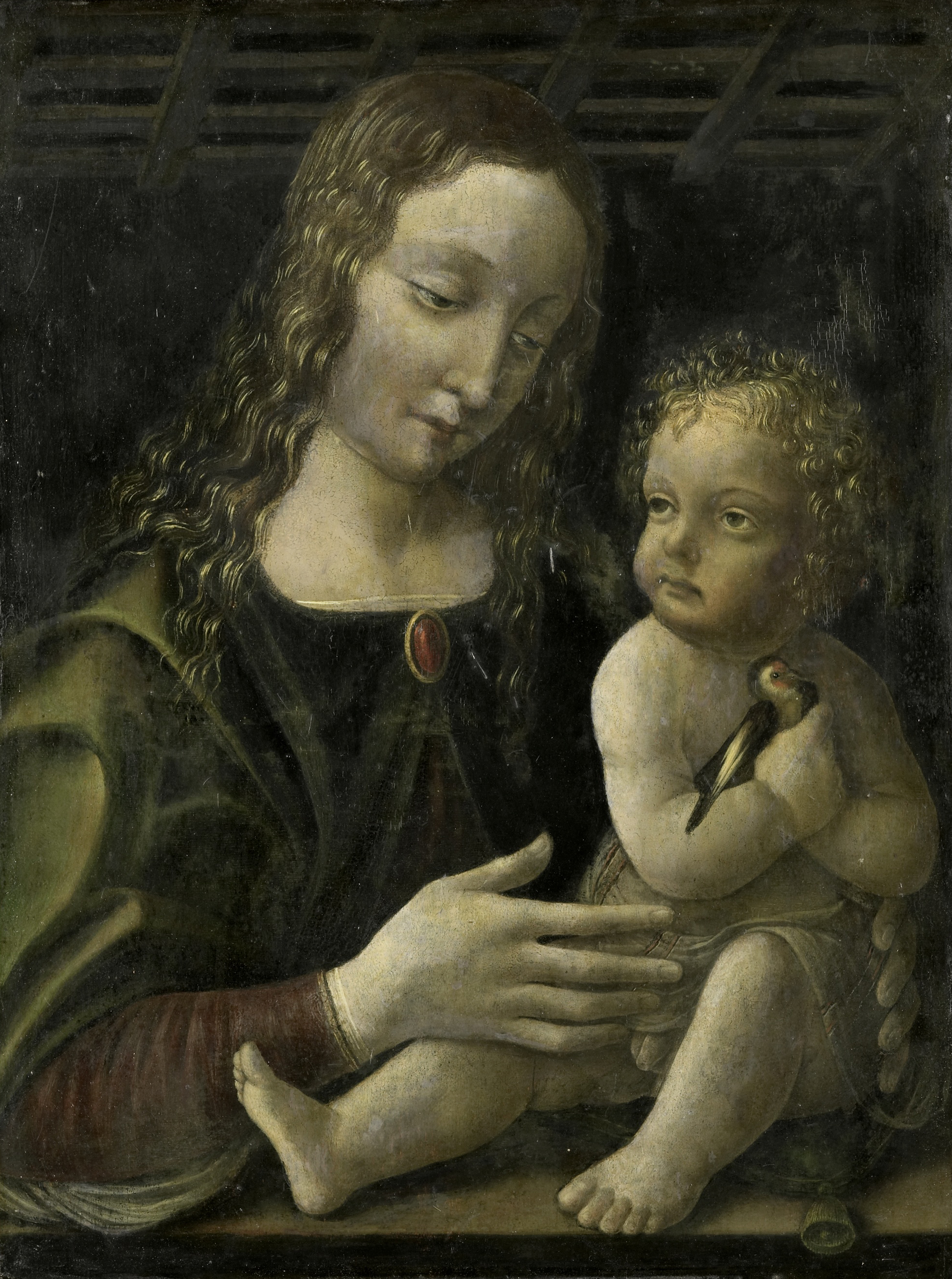
Vierge à l'Enfant (Amsterdam, Rijksmuseum).
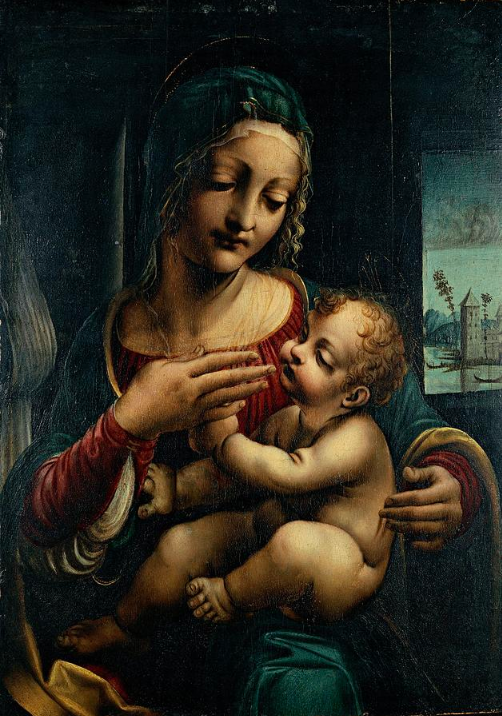
Vierge à l'Enfant (Fin des années 1480, Milan, Académie des beaux-arts de Brera).
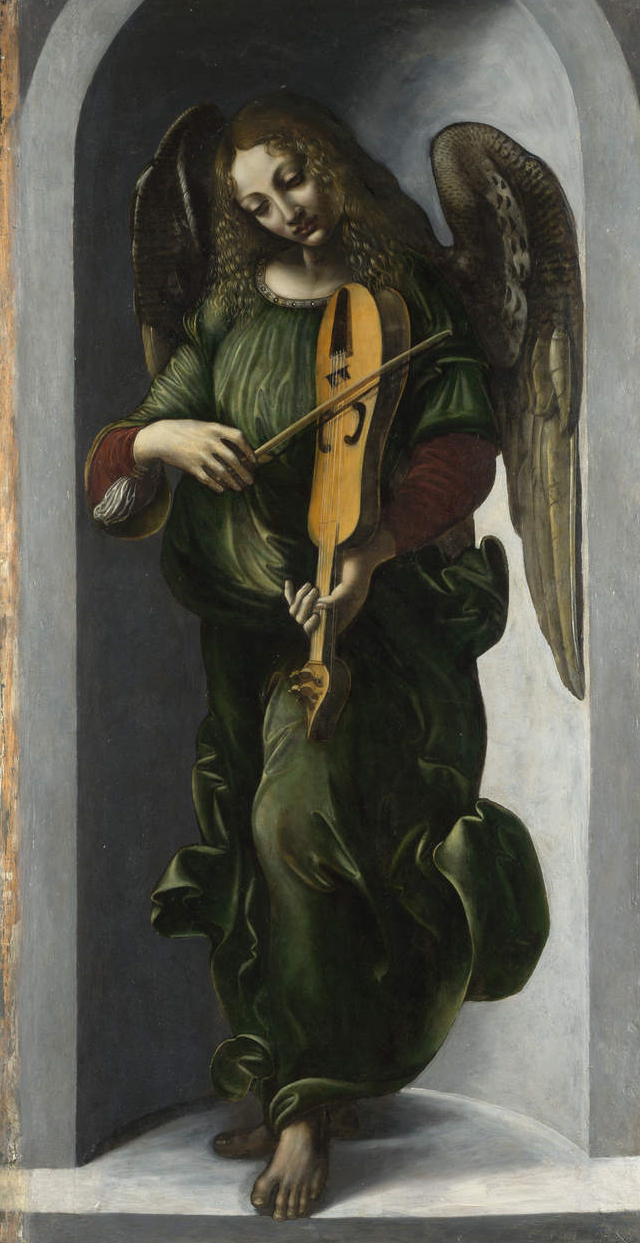
Ange musicien en vert jouant de la vièle (Attribution, entre 1490 et 1499, Londres, National Gallery).

- Vierge à l'Enfant (Fin des années 1480, Milan, Académie des beaux-arts de Brera).
- Ange musicien en vert jouant de la vièle de l'ensemble des deux Anges musiciens, (tableaux encadrant La Vierge aux rochers de Léonard de Vinci), 199 × 60, National Gallery, Londres.
- Triomphe de Neptune.
- La Madonna Lia.